# Henri Le Lieure
Henri Le Lieure de l'Aubepin, né le 12 mai 1832 à La Chapelle-sur-Erdre et mort le 19 décembre 1914, à Rome, est un photographe et collectionneur français du XIXe siècle, qui a été essentiellement actif en Italie.

## Biographie
Henri Le Lieure est principalement actif en Italie, où il se rend en 1859, accompagnant l'armée française, venue combattre pour soutenir l'élan des Italiens vers leur libération et leur unité, lors de la campagne d'Italie voulue par Napoléon III. Il décide de s'installer dans ce pays. 
Il ouvre son premier studio, nommé « la Fotografia Parigina » (« la photographie parisienne »), situé au Jardin public dei Bastioni, près du Caffè della Rotonda, à Turin. Il part ensuite s'installer à Rome, où il ouvre son second studio.
Il s'intéresse beaucoup au procédé de la stéréoscopie.
Il meurt à Rome le 19 décembre 1914, à l'âge de 83 ans.

## Collections
- Musée national des beaux-arts du Québec[2]
- Musée du Portrait à Londres

## Expositions
- décembre 1996 - janvier 1997 : Il mondo in stereoscopia : Henri Le Lieure fotografo e collezionista, Complexe monumental de San Michele a Ripa Grande, Rome[3].

## Galerie

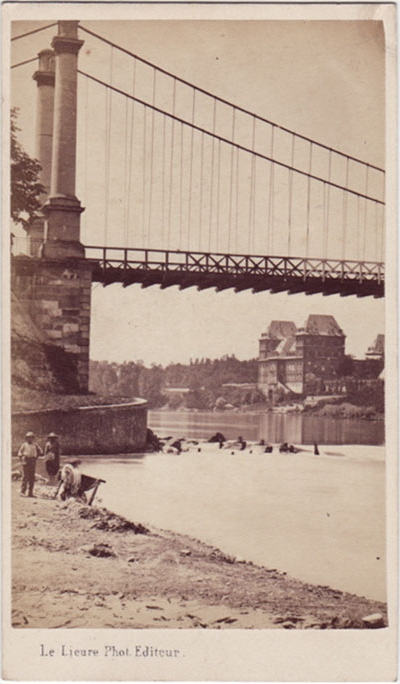
Les rives du Po à Turin.
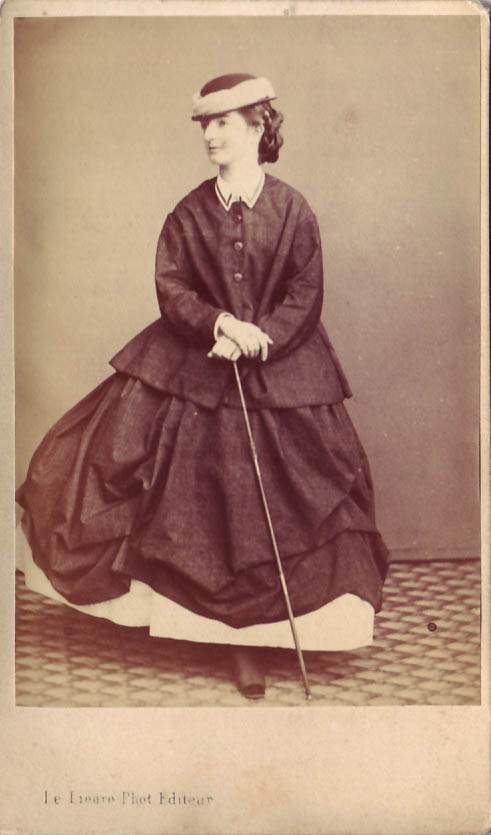
Marguerite de Savoie, reine d'Italie (format carte de visite).
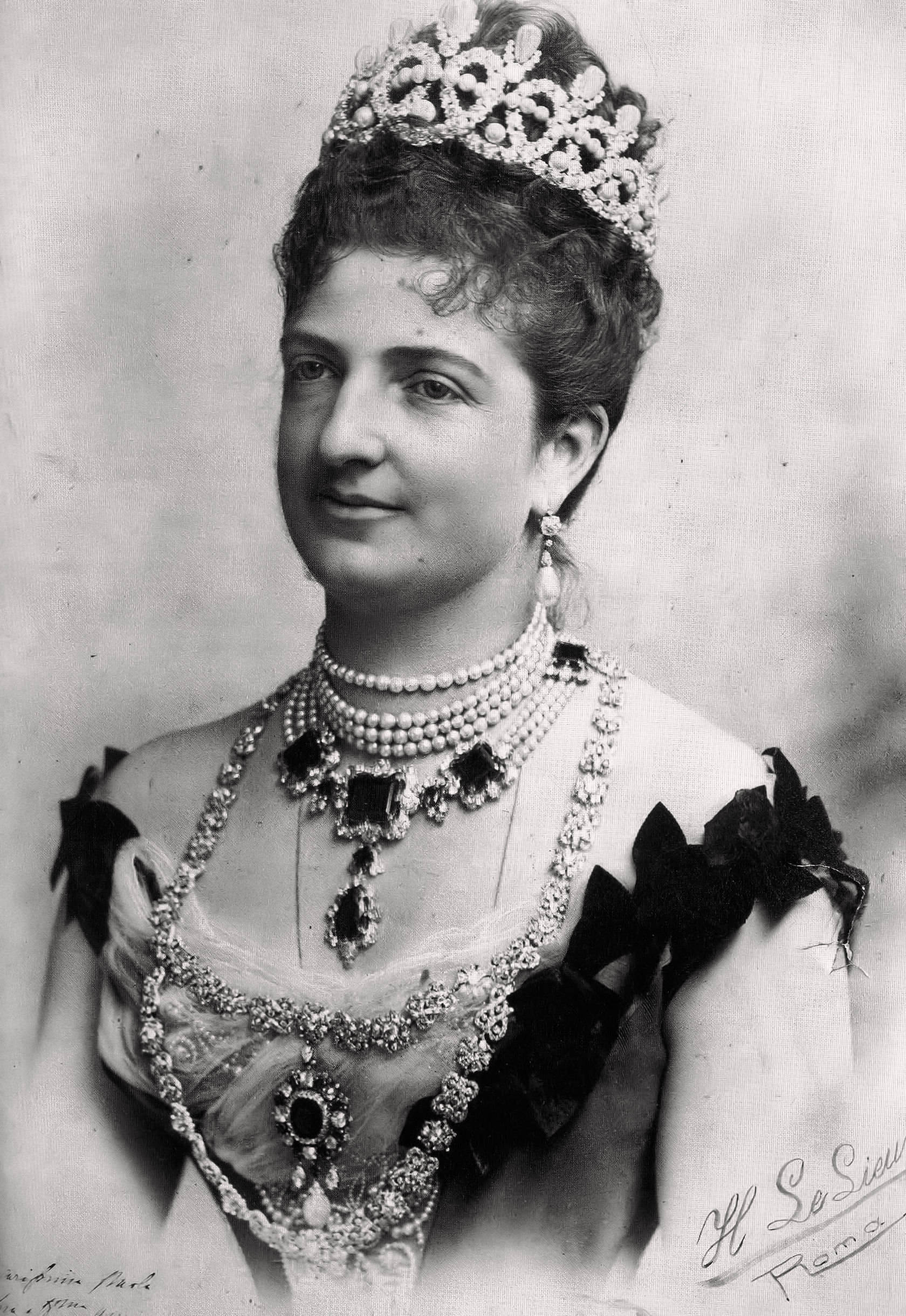
La reine d'Italie Marguerite de Savoie.
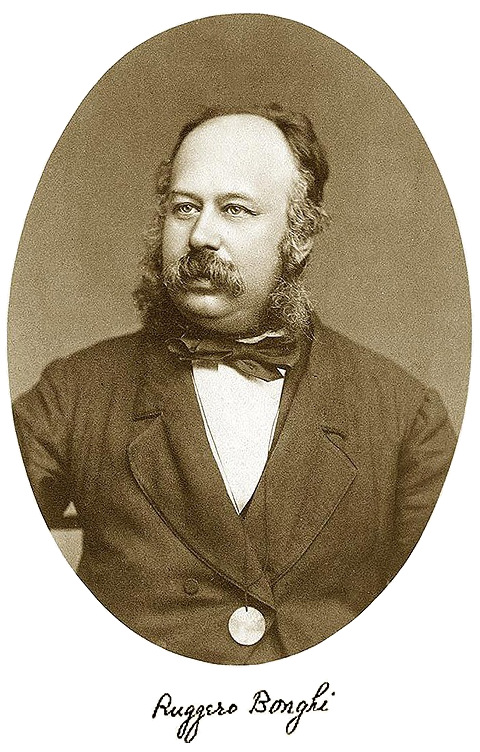
Portrait du ministre italien Ruggero  Bonghi.
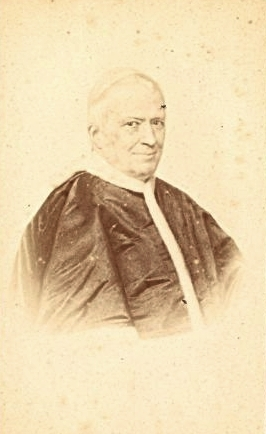
Portrait du pape Pie IX, 1860.
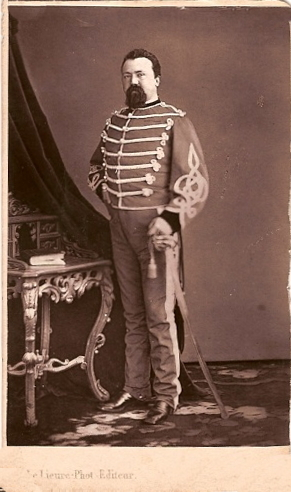
Un officier italien lors de la Troisième guerre d'indépendance italienne, vers 1866.
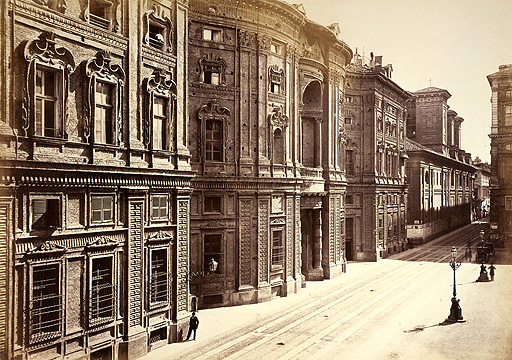
Turin, Palazzo Carignano, 1867.
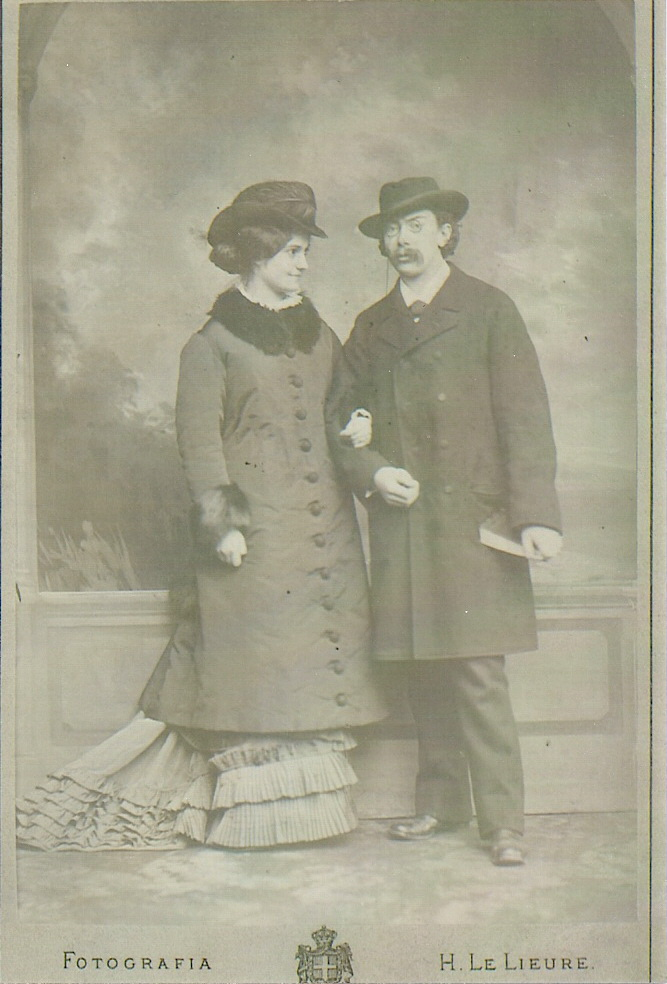
Emma et Victor Adler en Italie lors de leur voyage de noces, janvier 1878.